# 道の駅ビーナスライン蓼科湖
道の駅ビーナスライン蓼科湖（みちのえき ビーナスラインたてしなこ）は、長野県茅野市北山にある長野県道192号茅野停車場八子ヶ峰公園線の道の駅である。蓼科湖の湖畔にあり、蓼科湖レジャーランドの一角に整備し開駅した。
長野県内では52駅目、茅野市内では初めての道の駅となる。

## 施設
茅野市がハード面を整備、運営や誘客は蓼科観光協会などの地元が主体となっている。
- 駐車場 108台[6]
  - 普通車：99台
  - 大型車：7台
  - 身障者用：2台
- トイレ 14器
- 休憩展望室（情報提供施設、24時間利用可能）[3][4][6]
- 観光案内所（9:30 - 17:30）[6]
- ソフトクリーム店「蓼科アイス」（9:00 - 16:30）[3][4][6]
- 蓼科BASE - 「プチホテル湖の美」を改装して2023年4月24日にオープン。観光案内所、レストラン、日帰り温泉、宿泊施設を兼ねた複合施設。[7][8]
- ベビーコーナー
- イベントスペース
- 公園広場

## 休館日
- 観光案内所：木曜日・隔週月曜日（祝日は営業）[6]
- 蓼科アイス：原則として無休[6]

## アクセス
- 長野県道192号茅野停車場八子ヶ峰公園線（ビーナスライン）[6] - 登録路線

## 周辺の観光スポット
- 蓼科湖
- 聖光寺
- 小津安二郎記念館-無藝荘
- 蓼科大滝
- 蓼科高原芸術の森彫刻公園
- 蓼科湖畔 蓼の花オートキャンプ場